# Serinus albogularis
Serinus albogularis là một loài chim thuộc họ Fringillidae. Chúng dài 15 cm.
Chúng được tìm thấy ở Angola, Botswana, Lesotho, Namibia, và Nam Phi. Môi trường sống tự nhiên của chúng là các vùng cây bụi ở khu vực cao nhiệt đới hoặc cận nhiệt đới và các thảo nguyên nhiệt đới hoặc cận nhiệt đới.

## Hình ảnh

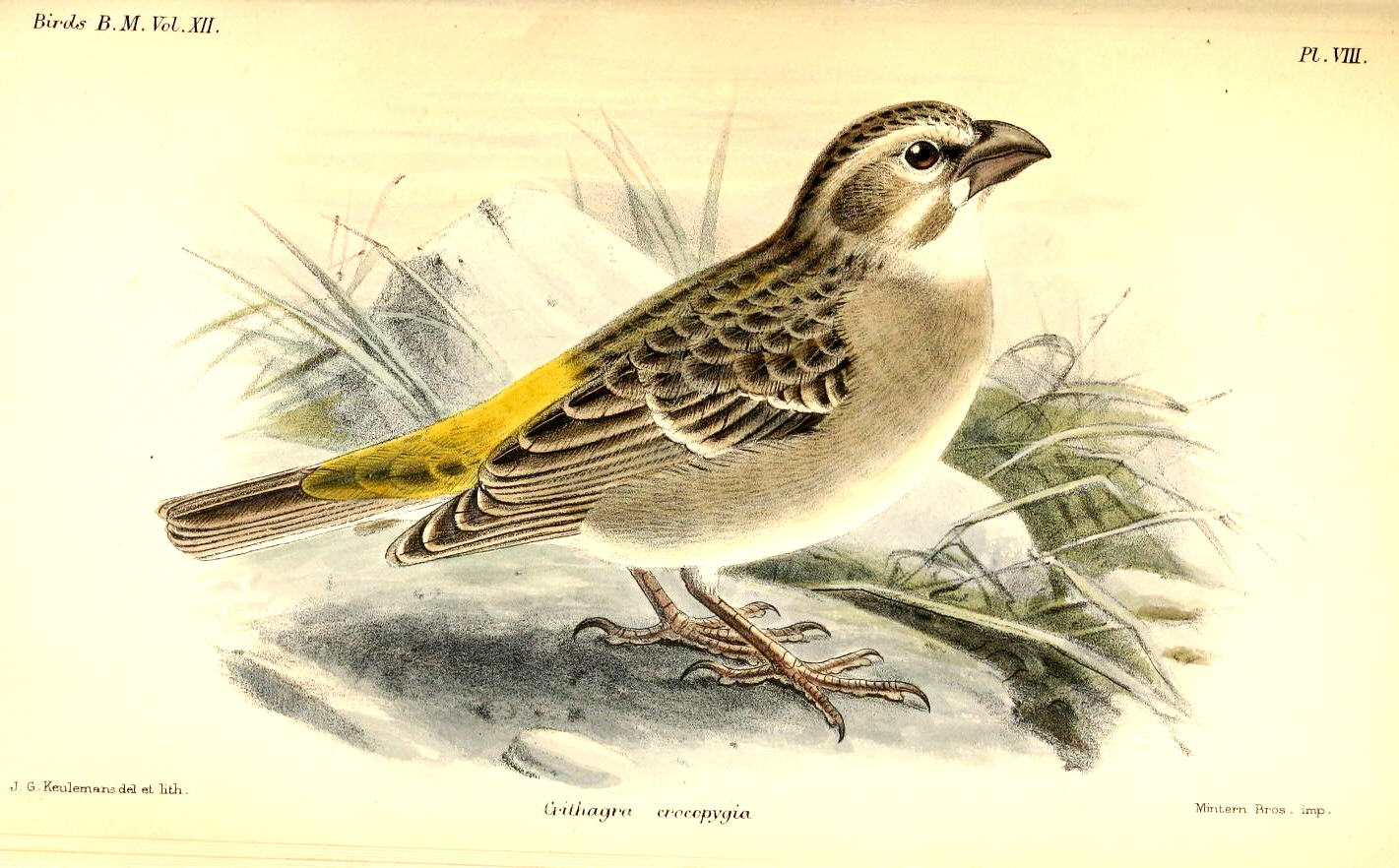
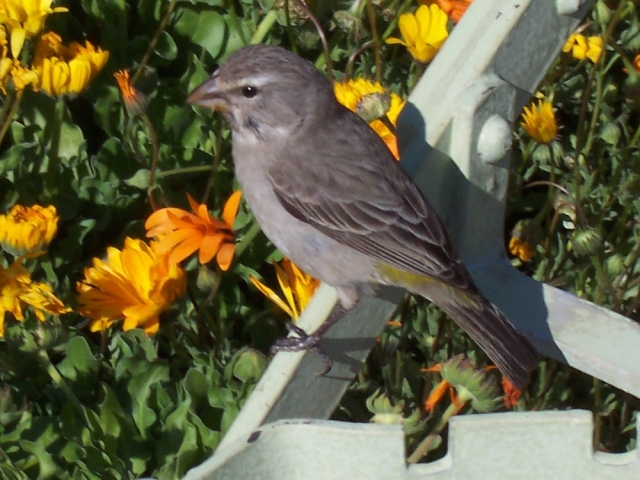